# Stadion Lokomotiv
Stadion Lokomotiv (rus. Локомотив стадион) je višenamjenski stadion koji se nalazi u ruskom gradu Nižnji Novgorodu a njegov primarni korisnik je nogometni klub Volga Nižnji Novgorod od 2000. godine.
Stadion su u prošlosti koristili i drugi gradski nogometni klubovi kao što su Lokomotiv Nižnji Novgorod i Nižnji Novgorod.

## Vanjske poveznice
- Informacije o stadionu na web stranici FK Volge
- Sportvnn.ru  Arhivirana inačica izvorne stranice od 3. veljače 2014. (Wayback Machine)